# Prabir Das
Prabir Das (West-Bengalen, 20 december 1993) is een Indiaas voetballer die bij voorkeur als verdediger speelt. Sinds 2015 staat hij onder contract bij Dempo SC, dat hem eerder in het seizoen 2013/14 al huurde van Pailan Arrows. Das speelde namens FC Goa in het eerste seizoen van de Indian Super League.

## Interlandcarrière
Das maakte op 31 oktober 2011 een doelpunt bij zijn debuut voor India onder 19 in de wedstrijd tegen Turkmenistan onder 19.
| Interlands van Prabir Das voor India -19 | Interlands van Prabir Das voor India -19 | Interlands van Prabir Das voor India -19 | Interlands van Prabir Das voor India -19 | Interlands van Prabir Das voor India -19 | Interlands van Prabir Das voor India -19 |
| №                                        | Datum                                    | Wedstrijd                                | Uitslag                                  | Soort wedstrijd                          | Doelpunten                               |
| Als speler bij Pailan Arrows             | Als speler bij Pailan Arrows             | Als speler bij Pailan Arrows             | Als speler bij Pailan Arrows             | Als speler bij Pailan Arrows             | Als speler bij Pailan Arrows             |
| ---------------------------------------- | ---------------------------------------- | ---------------------------------------- | ---------------------------------------- | ---------------------------------------- | ---------------------------------------- |
| 1.                                       | 31 oktober 2011                          | India -19 – Turkmenistan -19             | 3 – 1                                    | AFC -19 – 2012 (kwalificatie)            | 1                                        |
| 2.                                       | 2 november 2011                          | Iran -19 – India -19                     | 3 – 0                                    | AFC -19 – 2012 (kwalificatie)            | 0                                        |
| 3.                                       | 4 november 2011                          | Oezbekistan -19 – India -19              | 2 – 1                                    | AFC -19 – 2012 (kwalificatie)            | 0                                        |